# Robert (filmprijs)
Het Robert-beeldje is een Deense filmprijs die jaarlijks in Kopenhagen wordt uitgereikt door de Danmarks Film Akademi (Deense Filmacademie). Het is het Deense equivalent van de Amerikaanse Oscars. De prijs werd voor het eerst uitgereikt in 1984 en is vernoemd naar de schepper van het beeldje, de Deense beeldhouwer Robert Jacobsen.

## Categorieën
| Categorie                         | Deense benaming                         | sinds |
| --------------------------------- | --------------------------------------- | ----- |
| Beste Deense film                 | Årets danske spillefilm                 | 1984  |
| Beste regisseur                   | Årets Instruktør                        | 2001  |
| Beste acteur                      | Årets mandlige hovedrolle               | 1984  |
| Beste actrice                     | Årets kvindelige hovedrolle             | 1984  |
| Beste mannelijke bijrol           | Årets mandlige birolle                  | 1984  |
| Beste vrouwelijke bijrol          | Årets kvindelige birolle                | 1984  |
| Beste scenario                    | Årets originalmanuskript                | 1984  |
| Beste camerawerk                  | Årets fotograf                          | 1984  |
| Beste muziek                      | Årets score                             | 1984  |
| Beste lied                        | Årets sang                              | 2002  |
| Beste montage                     | Årets klipper                           | 1984  |
| Beste kostuumontwerp              | Årets kostumier                         | 1984  |
| Beste geluid                      | Årets sounddesigner                     | 1984  |
| Beste speciale effecten           | Årets special effects/visuelle effekter | 1984  |
| Beste make-up                     | Årets sminkør                           | 1987  |
| Beste lange documentaire          | Årets lange dokumentarfilm              | 2002  |
| Beste korte documentaire          | Årets korte dokumentarfilm              | 1984  |
| Beste Deense kinder- en jeugdfilm | Årets børne- og ungdomsfilm             | 2002  |
| Beste lange fictie/animatie       | Årets lange fiktion/animation           | 2007  |
| Beste korte fictie/animatie       | Årets korte fiktion/animation           | 2006  |
| Beste Engelstalige film           | Årets engelsksprogede film              | 1999  |
| Beste niet-Engelstalige film      | Årets ikke-engelsksprogede film         | 1997  |
| EreRobert                         | Æres-Robert                             | 1984  |